# مارغريت هارت فيرارو
مارغريت هارت فيرارو (بالإنجليزية: Margaret Hart Ferraro)‏ هي راقصة أمريكية، ولدت في 28 سبتمبر 1913 في إدغرتون في الولايات المتحدة، وتوفيت في 30 يناير 2000 في لوس أنجلوس في الولايات المتحدة.

## وصلات خارجية
- مارغريت هارت فيرارو على موقع IMDb (الإنجليزية)
- مارغريت هارت فيرارو على موقع ميوزك برينز (الإنجليزية)